# 劉祝華
劉祝華，是台灣非凡電視台新聞部主播、知名美食節目非凡大探索主持人、各大財經機構專業論壇主持人。曾於1984年參與中華電視公司台語連續劇《媽媽請你也保重》的演出，飾演女主角「阿春」而家喻戶曉。1997年進入非凡電視台，擔任吳念真主持的《台灣頭家》節目製作，目前是非凡電視台主播、及節目主持人。

## 擔任主持人節目
| 年份                 | 頻道       | 節目                     | 備註             |
| 1998年               | 非凡新聞台 | 《品味生活家》           | 主持人           |
| 2000年               | 非凡新聞台 | 《錢進大陸》             | 與聶雲搭檔主持   |
| 2001年               | 非凡新聞台 | 《發燒消費通》           | 主持人           |
| 2003年─2010年        | 非凡新聞台 | 《11點夜線新聞》         | 主播             |
| 2003年─2010年        | 非凡新聞台 | 《12點深夜新聞》         | 主播             |
| 2008年3月22日        | 非凡新聞台 | 《2008總統大選特別報導》 | 與王軍凱搭檔主持 |
| 2009年               | 非凡新聞台 | 《與觀眾有約》           | 主持人           |
| 2010年               | 非凡新聞台 | 《企業新思維》           | 主持人           |
| 2010年               | 非凡新聞台 | 《菁英視界》             | 主持人           |
| 2011年               | 非凡新聞台 | 《六點晚間新聞》         | 主播             |
| 2011年               | 非凡新聞台 | 《台灣新視界》           | 主持人           |
| 2012年1月14日        | 非凡新聞台 | 《2012總統大選特別報導》 | 與鄧凱銘搭檔主持 |
| 2012年               | 非凡新聞台 | 《財經大講堂》           | 主持人           |
| 2012年               | 非凡新聞台 | 《全能地產王》           | 主持人           |
| 2012年─2022年3月13日 | 非凡新聞台 | 《非凡大探索》           | 主持人           |
| 2014年─至今          | 非凡新聞台 | 《正午最前線》           | 主播             |
| 2016年1月14日        | 非凡新聞台 | 《2016總統大選特別報導》 | 與鄧凱銘搭檔主持 |
| 2022年9月12日-至今   | 非凡新聞台 | 《錢線百分百》           | 主持人           |

## 頒獎典禮主持
| 年份        | 活動名稱                                           | 主辦單位                         | 備註             |
| 2009年      | 《理柏台灣基金獎》                                 | 湯森路透、Money錢雜誌            |                  |
| 2011年      | 《第一屆金桂獎頒獎典禮》                           | 證券櫃檯買賣中心                 |                  |
| 2011年      | 《第12屆全國標準化獎頒獎暨正字標記60週年慶祝典禮》 | 經濟部、中國生產力中心           | 與李健光搭檔主持 |
| 2012年─至今 | 《傑出基金「金鑽獎」頒獎典禮》                     | 台北金融研究發展基金會           | 與王軍凱搭檔主持 |
| 2015年      | 《國家人力創新獎》                                 | 行政院勞工委員會                 |                  |
| 2015年      | 《國家人才發展獎》                                 | 勞動部                           |                  |
| 2015年      | 《財訊金融獎》                                     | 財訊雙周刊、資誠聯合會計師事務所 |                  |
| 2016年      | 《財訊財富管理大獎頒獎典禮》                       | 財訊文化                         |                  |
| 2017年      | 《第一屆國際滷肉飯節》                             | 經濟部商業司                     |                  |
| 2017年      | 《微微道來，預見未來」微電影競賽》                 | 財團法人金融消費評議中心         |                  |

## 專業論壇主持
| 年份   | 活動名稱                                               | 主辦單位                                           | 備註 |
| 2011年 | 《創業領航拼亮台灣 創新論壇暨商機展示會》              | 經濟部中小企業處                                   |      |
| 2012年 | 《台灣美食博覽會》                                     | 經濟部                                             |      |
| 2012年 | 《全球人口高齡化之台日論壇》                           | 陽明醫學院、智邦科技                               |      |
| 2013年 | 《中國信託銀行投資理財全省巡迴座談會》                 | 中國信託銀行                                       |      |
| 2013年 | 《中華民國創業論壇》                                   | 經濟部中小企業處                                   |      |
| 2013年 | 《高雄創意園區「科技與創意論壇暨商機展示會」》         |                                                    |      |
| 2014年 | 《花旗客戶至上服務領導論壇》                           | 花旗銀行                                           |      |
| 2014年 | 《勞工退休金新制十年成果展》                           | 勞動部                                             |      |
| 2015年 | 《群益金鼎證券與港都會聯合投資論壇》                   | 群益金鼎證券                                       |      |
| 2015年 | 《台北美食國際化座談會》                               | 群益金鼎證券                                       |      |
| 2015年 | 《台北生技大師圓桌論壇》                               | 智邦科技                                           |      |
| 2015年 | 《4G行動商務應用服務聯盟成立大會》                     | 經濟部、4G行動商務應用服務聯盟                     |      |
| 2016年 | 《看見高雄 港都會聯合投資論壇》                        | 群益金鼎證券                                       |      |
| 2016年 | 《2016中小企業群英會》                                 | 經濟部中小企業處                                   |      |
| 2016年 | 《TWID身分識別中心啟用儀式》                           | TWCA臺灣網路認證公司                               |      |
| 2016年 | 《失智症防治照護台日交流論壇》                         | 國立陽明大學高齡與健康研究中心、聯合報系願景工作室 |      |
| 2017年 | 《TWID身分識別中心「銀行帳戶線上約定服務」啟用記者會》 | TWID身分識別中心                                   |      |

## 演出作品

### 電視劇
- 1984年華視《媽媽請你也保重》飾演阿春

## 相關報導
- 《媽媽請你也保重 將演續集30集》[2]
- 《財經主播劉祝華 名人理財輕鬆學》[3]

## 外部連結
- 非凡新聞主播 劉祝華的Facebook專頁